# Marco Ospelt
Marco Ospelt (* 10. Oktober 1948 in Vaduz) ist ein liechtensteinischer Arzt und ehemaliger Politiker (FBP).

## Biografie
Bei den Landtagswahlen im Februar 1997 wurde Ospelt für die Fortschrittliche Bürgerpartei in den Landtag des Fürstentums Liechtenstein gewählt. Bei den nächsten Wahlen 2001 konnte er sein Mandat nicht verteidigen. Stattdessen wurde er stellvertretender Abgeordneter. 
Als der Abgeordnete Adrian Hasler am 1. April 2004 die Stelle des Polizeichefs der Landespolizei antrat und deswegen am 31. März 2004 sein Mandat niederlegte, rückte Ospelt für seinen Parteikollegen nach. Ospelts dadurch vakant gewordener Platz als stellvertretender Abgeordneter wurde mit Bettina Kaiser aus Balzers neubesetzt. Ospelt war nun bis 2005 erneut Abgeordneter. Bei den Landtagswahlen 2005 kandidierte er nicht.